# Зеллер, Тайлер
Тайлер Пол Зеллер (англ. Tyler Paul Zeller; родился 17 января 1990 года, Висейлия, Калифорния) — американский профессиональный баскетболист, в последнее время выступавший за клуб НБА «Сан-Антонио Спёрс». Играет на позиции центрового. Был выбран на драфте НБА 2012 года под 17-м номером клубом «Даллас Маверикс». Зеллер обладает стабильным броском со средней дистанции и со штрафных, хорошо играет на подборах и при персональной защите.

## Биография
Дядя Тайлера, Эл Эберхард, в 1970-х годах играл в НБА за «Детройт Пистонс», его старший брат, Люк, выступает за «Финикс Санз», а младший брат, Коди, в настоящее время выступает за команду НБА «Майами Хит». Их родители также играли в баскетбол, отец на школьном уровне, мать — на университетском. Тайлер Зеллер родился в городе Висейлия, в Калифорнии, а вырос в городе Вашингтон, штат Индиана. Там он был звездой баскетбольной команды старшей школы, в составе которой выиграл четыре региональных чемпионата и два чемпионата штата. В выпускном классе Тайлер в среднем за игру набирал 33 очка и делал 11 подборов, реализуя 69 % бросков с игры и 82 % со штрафных. В последней своей игре на школьном уровне он набрал 47 очков, побив тем самым рекорд штата, державшийся с 1970 года. В 2008 году, через три года после старшего брата и за три год до младшего, Тайлер Зеллер получил награду лучшему баскетболисту Индианы среди школьников. В том же году он был включён в символическую сборную лучших игроков школьного чемпионата США по версии McDonald's.
После окончания школы в 2008 году Зеллер поступил в Университет Северной Каролины. Из-за травмы основного центрового университетской команды «Тар Хилз» Тайлера Хэнсбро Зеллер начал свой первый сезон в студенческом баскетболе в качестве игрока стартовой пятёрки. В первой игре за «Тар Хилз» он набрал 18 очков, но во второй он сам получил сложный перелом левой руки, из-за чего выбыл из строя на три месяца, а по возвращении получал гораздо меньше игрового времени. Зеллер помог команде в 2009 году выиграть чемпионат NCAA. Окончательно закрепиться в стартовой пятёрке университетской команды Тайлеру удалось лишь в третьем сезоне. В последнем студенческом сезоне Зеллер вошёл во вторую символическую сборную чемпионата, был признан лучшим игроком Атлантической конференции, а также получил награду Academic All-American, вручаемую по совокупности успехов в учёбе и спорте.
На драфте НБА 2012 года Зеллера был выбран под 17-м номером клубом «Даллас Маверикс». Сразу после драфта он был отправлен в «Кливленд Кавальерс» вместе Келенной Азубуике в обмен на трёх других новичков. В ротации «Кливленда» Зеллер оказался вторым центровым после Андерсона Варежао, но получает в среднем более 24 минут игрового времени. 19 декабря 2012 года в игре против «Бостон Селтикс» Тайлер проводил первый матч в стартовой пятёрке «Кавс» и установил личный рекорд результативности, набрав 20 очков.
Принимал участие в матче новичков НБА 2013 года.
9 июля 2014 года «Кливленд» отправил Зеллера и права на защищённый выбор в первом раунде Драфт НБА 2016 года в «Бостон Селтикс» и обменял Сергея Карасёва и Джарета Джека в «Бруклин Нетс». «Кливленд» получил право на международных баскетболистов Илкана Карамана, Кристиана Дрейера и Эдина Бавчича. Бостон также получил Маркуса Торнтона от «Бруклина».
12 сентября 2017 года подписал контракт с Бруклин Нетс.
5 февраля 2018 года Зеллер был обменян в «Милуоки Бакс» на Рашада Вона и будущий выбор второго раунда драфта. 13 октября 2018 года Зеллер был отчислен «Бакс».
7 марта 2019 года Зеллер подписал 10-дневный контракт с клубом «Атланта Хокс». По истечении 10-дневного контракта «Хокс» не стали продлевать соглашение с игроком.
5 апреля 2019 года Зеллер подписал контракт с «Мемфис Гриззлис» до конца сезона.
28 сентября 2019 года «Денвер Наггетс» объявили, что Зеллер присоединился к тренировочному лагерю. 18 октября 2019 года «Наггетс» отчислили игрока.
24 июня 2020 года «Сан-Антонио Спёрс» подписали Зеллера в свой состав на сезон 2019/20 после возобновления игры в лиге из-за перерыва, связанного с пандемией COVID-19. 2 декабря Зеллер был включен в состав тренировочного лагеря «Спёрс», но позже, 19 декабря, игрок был отчислен.

## Статистика

### Статистика в НБА
| Сезон                                                                                    | Команда     | Регулярный сезон | Регулярный сезон | Регулярный сезон | Регулярный сезон | Регулярный сезон | Регулярный сезон | Регулярный сезон | Регулярный сезон | Регулярный сезон | Регулярный сезон | Регулярный сезон | Серия плей-офф | Серия плей-офф | Серия плей-офф | Серия плей-офф | Серия плей-офф | Серия плей-офф | Серия плей-офф | Серия плей-офф | Серия плей-офф | Серия плей-офф | Серия плей-офф |
| Сезон                                                                                    | Команда     | GP               | GS               | MPG              | FG%              | 3P%              | FT%              | RPG              | APG              | SPG              | BPG              | PPG              | GP             | GS             | MPG            | FG%            | 3P%            | FT%            | RPG            | APG            | SPG            | BPG            | PPG            |
| ---------------------------------------------------------------------------------------- | ----------- | ---------------- | ---------------- | ---------------- | ---------------- | ---------------- | ---------------- | ---------------- | ---------------- | ---------------- | ---------------- | ---------------- | -------------- | -------------- | -------------- | -------------- | -------------- | -------------- | -------------- | -------------- | -------------- | -------------- | -------------- |
| 2012/13                                                                                  | Кливленд    | 77               | 55               | 26,4             | 43,8             | 0,0              | 76,4             | 5,7              | 1,2              | 0,5              | 0,9              | 7,9              | Не участвовал  | Не участвовал  | Не участвовал  | Не участвовал  | Не участвовал  | Не участвовал  | Не участвовал  | Не участвовал  | Не участвовал  | Не участвовал  | Не участвовал  |
| 2013/14                                                                                  | Кливленд    | 70               | 9                | 15,0             | 53,8             | 0,0              | 71,9             | 4,0              | 0,5              | 0,3              | 0,5              | 5,7              | Не участвовал  | Не участвовал  | Не участвовал  | Не участвовал  | Не участвовал  | Не участвовал  | Не участвовал  | Не участвовал  | Не участвовал  | Не участвовал  | Не участвовал  |
| 2014/15                                                                                  | Бостон      | 82               | 59               | 21,1             | 54,9             | -                | 82,3             | 5,7              | 1,4              | 0,2              | 0,6              | 10,2             | 4              | 4              | 22,4           | 51,7           | -              | 80,0           | 4,5            | 0,5            | 0,5            | 0,3            | 8,5            |
| 2015/16                                                                                  | Бостон      | 60               | 3                | 11,8             | 47,6             | -                | 81,5             | 3,0              | 0,5              | 0,2              | 0,4              | 6,1              | 3              | 0              | 12,7           | 46,7           | -              | 66,7           | 5,0            | 0,7            | 0,0            | 0,7            | 6,0            |
| 2016/17                                                                                  | Бостон      | 51               | 5                | 10,3             | 49,4             | 0,0              | 56,4             | 2,4              | 0,8              | 0,1              | 0,4              | 3,5              | 11             | 0              | 7,1            | 52,0           | -              | 75,0           | 1,7            | 0,7            | 0,0            | 0,2            | 2,9            |
| 2017/18                                                                                  | Бруклин     | 42               | 33               | 16,7             | 54,6             | 38,5             | 66,7             | 4,6              | 0,7              | 0,2              | 0,5              | 7,1              | Не участвовал  | Не участвовал  | Не участвовал  | Не участвовал  | Не участвовал  | Не участвовал  | Не участвовал  | Не участвовал  | Не участвовал  | Не участвовал  | Не участвовал  |
| 2017/18                                                                                  | Милуоки     | 24               | 1                | 16,9             | 59,0             | 0,0              | 89,5             | 4,6              | 0,8              | 0,3              | 0,6              | 5,9              | 7              | 3              | 9,4            | 80,0           | -              | 75,0           | 2,0            | 0,4            | 0,6            | 0,4            | 1,6            |
| 2018/19                                                                                  | Атланта     | 2                | 0                | 5,4              | 0,0              | 0,0              | -                | 3,0              | 0,5              | 0,0              | 0,0              | 0,0              | Не участвовал  | Не участвовал  | Не участвовал  | Не участвовал  | Не участвовал  | Не участвовал  | Не участвовал  | Не участвовал  | Не участвовал  | Не участвовал  | Не участвовал  |
| 2018/19                                                                                  | Мемфис      | 4                | 1                | 20,6             | 57,1             | -                | 77,8             | 4,5              | 0,8              | 0,3              | 0,8              | 11,5             | Не участвовал  | Не участвовал  | Не участвовал  | Не участвовал  | Не участвовал  | Не участвовал  | Не участвовал  | Не участвовал  | Не участвовал  | Не участвовал  | Не участвовал  |
| 2019/20                                                                                  | Сан-Антонио | 2                | 0                | 2,0              | 25,0             | -                | -                | 2,0              | 0,0              | 0,0              | 0,0              | 1,0              | Не участвовал  | Не участвовал  | Не участвовал  | Не участвовал  | Не участвовал  | Не участвовал  | Не участвовал  | Не участвовал  | Не участвовал  | Не участвовал  | Не участвовал  |
|                                                                                          | Всего       | 414              | 166              | 17,5             | 50,8             | 28,6             | 76,4             | 4,4              | 0,9              | 0,3              | 0,6              | 6,9              | 25             | 7              | 10,9           | 52,7           | -              | 73,9           | 2,6            | 0,6            | 0,2            | 0,3            | 3,8            |
| Наведите курсор мыши на аббревиатуры в заголовке таблицы, чтобы прочесть их расшифровку. |             |                  |                  |                  |                  |                  |                  |                  |                  |                  |                  |                  |                |                |                |                |                |                |                |                |                |                |                |

### Статистика в колледже
| Сезон                                                                                   | Команда           | GP  | GS | MPG  | FG%  | 3P% | FT%  | RPG | APG | SPG | BPG | PPG  |  |
| --------------------------------------------------------------------------------------- | ----------------- | --- | -- | ---- | ---- | --- | ---- | --- | --- | --- | --- | ---- |  |
| 2008/09                                                                                 | Северная Каролина | 15  | 2  | 7,8  | 47,2 | 0,0 | 76,5 | 2,0 | 0,2 | 0,2 | 0,2 | 3,1  |  |
| 2009/10                                                                                 | Северная Каролина | 27  | 0  | 17,4 | 52,1 | 0,0 | 72,2 | 4,6 | 0,3 | 0,5 | 0,9 | 9,3  |  |
| 2010/11                                                                                 | Северная Каролина | 37  | 36 | 28,1 | 54,9 | 0,0 | 75,7 | 7,3 | 0,6 | 0,7 | 1,2 | 15,7 |  |
| 2011/12                                                                                 | Северная Каролина | 38  | 37 | 28,2 | 55,3 | 0,0 | 80,8 | 9,6 | 0,9 | 0,9 | 1,6 | 16,3 |  |
|                                                                                         | Всего             | 117 | 75 | 23,1 | 54,3 | 0,0 | 77,4 | 6,8 | 0,6 | 0,7 | 1,1 | 12,8 |  |
| Наведите курсор мыши на аббревиатуры в заголовке таблицы, чтобы прочесть их расшифровку |                   |     |    |      |      |     |      |     |     |     |     |      |  |